# NGC 825
NGC 825 este o galaxie spirală situată în constelația Balena. A fost descoperită în 18 noiembrie 1863 de către Albert Marth. Se află la o distanță de 83,18 de megaparseci de Pământ.